# 1527
Il 1527 (MDXXVII in numeri romani) è un anno  del XVI secolo.

## Eventi
- maggio – Sacco di Roma. Un esercito imperiale entra in Italia diretto su Roma. I Lanzichenecchi al comando del generale Georg von Frundsberg devastano e saccheggiano la città. L'anno 1527 è lo spartiacque tra i due codici-stile cinquecenteschi, inizio del Manierismo.
- 1º gennaio – I nobili croati elegono Ferdinando I d'Austria come re della Croazia nel parlamento di Cetingrad.
- 16 maggio – I Medici vengono scacciati da Firenze.
- 10 giugno – La nave inglese Mary Guilford salpa da Plymouth (Inghilterra) per un viaggio di esplorazione della costa americana, dalla costa del Labrador fino alla Florida, per poi dirigersi verso le Indie Occidentali. La accompagna un altro vascello, il Samson, che però viene perso in mare.

## Nati

### Febbraio
- 15 febbraio - Margherita de la Marck-Arenberg, nobildonna belga († 1599)

### Marzo
- 4 marzo - Ludwig Lavater, teologo svizzero († 1586)
- 5 marzo - Ulrico III di Meclemburgo-Güstrow, duca († 1603)
- 6 marzo - Giovan Vettorio Soderini, agronomo italiano († 1597)
- 10 marzo - Alfonso d'Este, nobile italiano († 1587)
- 29 marzo - Zaccaria Dolfin, cardinale, vescovo cattolico e diplomatico italiano († 1583)

### Aprile
- 5 aprile - Giuseppe Arcimboldo, pittore italiano († 1593)
- 14 aprile - Abramo Ortelio, cartografo e geografo fiammingo († 1598)

### Maggio
- 21 maggio - Filippo II di Spagna, sovrano spagnolo († 1598)
- 31 maggio - Agnese d'Assia, nobile tedesca († 1555)

### Giugno
- 11 giugno - Anna Sofia di Prussia, principessa prussiana († 1591)
- 15 giugno - Jacob Runge, teologo tedesco († 1595)
- 27 giugno - Jean Vendeville, vescovo cattolico francese († 1592)

### Luglio
- 8 luglio - Saitō Yoshitatsu, militare giapponese († 1561)
- 13 luglio - John Dee, matematico, geografo e alchimista inglese († 1608)
- 31 luglio - Massimiliano II d'Asburgo († 1576)

### Agosto
- 10 agosto - Barbara di Brandeburgo, nobile († 1595)

### Settembre
- 25 settembre - Tolomeo Gallio, cardinale e arcivescovo cattolico italiano († 1607)

### Ottobre
- 14 ottobre - Giovanni Andrea Caligari, vescovo cattolico e diplomatico italiano († 1613)
- 15 ottobre - Maria Emanuela d'Aviz,  portoghese († 1545)
- 18 ottobre - Luca Cambiaso, pittore italiano († 1585)
- 21 ottobre - Luigi di Guisa, cardinale francese († 1578)
- 27 ottobre - Adam von Dietrichstein, nobile e diplomatico austriaco († 1590)

### Novembre
- 1º novembre - Pedro de Ribadeneira, gesuita spagnolo († 1611)

### Dicembre
- 6 dicembre - Bernardo VIII di Lippe, nobile tedesco († 1563)
- 23 dicembre - Hugo Donellus, giurista francese († 1591)

### Senza giorno specificato
- Michelangelo Aliprandi, pittore italiano († 1595)
- Giovanni Battista Antonelli, ingegnere militare italiano († 1588)
- Benito Arias Montano, orientalista spagnolo († 1598)
- Orazio Augenio, medico italiano († 1603)
- Barbara Blomberg,  tedesca († 1597)
- Bess di Hardwick, nobildonna inglese († 1608)
- Cecchino Bracci,  italiano († 1544)
- Alessandro II di Cachezia, re († 1605)
- Alexander Colyn, scultore fiammingo († 1612)
- Edward Courtenay, I conte di Devon, nobile inglese († 1556)
- Date Sanemoto, militare giapponese († 1587)
- Elizabeth FitzGerald, contessa di Lincoln, nobildonna irlandese († 1590)
- Sebastiano Ferrero-Fieschi, vescovo cattolico italiano († 1577)
- Vincenzo Gagini, scultore italiano († 1595)
- Hamida Banu Begum, nobildonna indiana († 1604)
- Hatakeyama Takamasa, militare giapponese († 1576)
- Joannes Hauchin, arcivescovo cattolico belga († 1589)
- Kawajiri Hidetaka, militare giapponese († 1582)
- Kōsaka Masanobu, militare giapponese († 1578)
- Scipione Lancellotti, cardinale italiano († 1598)
- Johann Leisentrit, presbitero tedesco († 1586)
- John Lesley, vescovo cattolico scozzese († 1596)
- Li Zhi, filosofo, scrittore e storico cinese († 1602)
- Giulio Licinio, pittore italiano († 1591)
- Nicolas Lucidel, pittore fiammingo
- Philippe de Lénoncourt, cardinale e vescovo cattolico francese († 1592)
- Pedro López, medico spagnolo († 1597)
- Nasu Suketane, militare giapponese († 1583)
- Nomi Munekatsu, militare giapponese († 1592)
- Okada Shigeyoshi, militare giapponese († 1583)
- Annibale Padovano, compositore e organista italiano († 1575)
- Giulio Cesare Pascali, poeta italiano († 1601)
- Pellegrino Tibaldi, architetto e pittore italiano († 1596)
- Camillo Pellegrino, poeta, scrittore e presbitero italiano († 1603)
- Girolamo Razzi, scrittore e commediografo italiano († 1611)
- Francis Russell, II conte di Bedford, nobile e politico inglese († 1585)
- Saitō Tomonobu, militare giapponese († 1591)
- Sakai Tadatsugu, militare giapponese († 1596)
- Giberto IV Sanvitale, nobile italiano († 1585)
- Shimokata Sadakiyo, militare giapponese († 1606)
- Henry Stafford, II barone Stafford, nobile inglese († 1565)
- Philippine Welser, nobile austriaca († 1580)
- Luis de León, poeta, traduttore e teologo spagnolo († 1591)
- Şehzade Bayezid, principe ottomano († 1561)

## Morti

### Gennaio
- 5 gennaio - Felix Manz,  svizzero (n. 1498)
- 13 gennaio - Shō Shin, re giapponese (n. 1465)

### Marzo
- 2 marzo - Damigella Trivulzio, letterata e poetessa italiana (n. 1483)

### Aprile
- 19 aprile - Cristoforo I di Baden, nobile tedesco (n. 1453)

### Maggio
- 6 maggio - Carlo III di Borbone-Montpensier, condottiero francese (n. 1490)
- 6 maggio - Kaspar Röist, militare svizzero
- 19 maggio - Henry Algernon Percy, V conte di Northumberland, conte britannico (n. 1477)
- 24 maggio - Domenico Pecori, pittore e mercante italiano

### Giugno
- 1º giugno - Girolamo Lippomano, imprenditore e ambasciatore italiano (n. 1460)
- 21 giugno - Niccolò Machiavelli, scrittore, filosofo e storico italiano (n. 1469)
- 22 giugno - William Carey, nobile britannico (n. 1495)
- 28 giugno - Bernardo de' Rossi, vescovo cattolico italiano (n. 1468)

### Luglio
- 2 luglio - Domenico Giacobazzi, cardinale e vescovo cattolico italiano (n. 1444)
- 28 luglio - Rodrigo de Bastidas, esploratore e condottiero spagnolo (n. 1460)
- 31 luglio - Giorgio Corner, politico italiano (n. 1452)

### Agosto
- 19 agosto - Giovanni Maria da Varano, politico italiano (n. 1481)
- 25 agosto - Ercole Rangoni, cardinale e vescovo cattolico italiano (n. 1491)

### Settembre
- 7 settembre - Bartolomeo Bonascia, pittore e architetto italiano (n. 1450)
- 9 settembre - Ferdinando Ponzetti, cardinale e vescovo cattolico italiano (n. 1444)
- 17 settembre - Alessandro Gonzaga, condottiero italiano (n. 1494)
- 21 settembre - Casimiro di Brandeburgo-Bayreuth (n. 1481)
- 23 settembre - Gian Lodovico II Pallavicino, nobile italiano
- 23 settembre - Carlo di Lannoy, militare olandese (n. 1487)

### Ottobre
- 3 ottobre - Giampaolo Manfrone, condottiero italiano (n. 1441)
- 6 ottobre - Giovanni di Leonardo Carnesecchi, politico italiano (n. 1466)
- 7 ottobre - Giovanni Francesco Acquaviva d'Aragona, condottiero italiano (n. 1483)
- 27 ottobre - Johann Froben, editore e tipografo svizzero

### Novembre
- 8 novembre - Hieronymus Emser, teologo e umanista tedesco (n. 1477)
- 15 novembre - Caterina di York, nobile britannica (n. 1479)

### Dicembre
- 6 dicembre - Diogo Boitaca, architetto portoghese
- 28 dicembre - Federico Gonzaga, condottiero italiano

### Senza giorno specificato
- Giovanni Acciaiuoli, politico italiano
- Lorenzo Allegri, pittore italiano
- Angelo di Lorentino, pittore italiano
- Girolamo Arcari, architetto italiano
- Botanka Shōhaku, poeta giapponese (n. 1443)
- Antonio Brea, pittore italiano
- Fabio Calvo, filologo italiano
- Andrea Cambini, storico, umanista e scrittore italiano
- Tiberio Carafa, I duca di Nocera, nobile italiano
- Francesco Colonna, religioso italiano (n. 1433)
- Pietro de Fossis, compositore e direttore di coro fiammingo
- Marco Dente, incisore italiano (n. 1493)
- Domenico Puligo, pittore italiano (n. 1492)
- Jan van Dornicke, pittore fiammingo (n. 1470)
- Cornelis Engebrechtsz, pittore olandese
- Andrea Fulvio, umanista, antiquario e numismatico italiano
- Carlo di Leonardo Ginori, politico italiano (n. 1473)
- Wolfgang Goler, vescovo cattolico tedesco
- Juan de Grijalva, condottiero e esploratore spagnolo
- Guglielmo da Montegrino, pittore italiano
- Ambrogio Landriani, nobile e militare italiano (n. 1459)
- Giovanni di Lorenzo Larciani, pittore italiano (n. 1484)
- Cristoforo Marcello, teologo e vescovo cattolico italiano (n. 1480)
- Morto da Feltre, pittore italiano
- Aldobrandino Orsini, arcivescovo cattolico italiano
- Lattanzio Petrucci, vescovo cattolico italiano
- Florimond Robertet, funzionario francese (n. 1458)
- Antonio di Salvi, orafo italiano (n. 1450)
- Panfilo Sasso, poeta, filosofo e teologo italiano
- Giovanni del Sega, pittore italiano
- Jane Shore, nobildonna inglese (n. 1445)
- Pietro Tornabuoni, politico italiano (n. 1440)
- Scaramuccia Trivulzio, cardinale e vescovo cattolico italiano (n. 1465)
- Felice Trofino, arcivescovo cattolico italiano
- Elizabeth Trussell, nobildonna inglese (n. 1496)
- Gerhard van Wou (n. 1440)

## Calendario
| Calendario 1527 | Calendario 1527 | Calendario 1527 | Calendario 1527 | Calendario 1527 | Calendario 1527 | Calendario 1527 | Calendario 1527 | Calendario 1527 | Calendario 1527 | Calendario 1527 | Calendario 1527 | Calendario 1527 | Calendario 1527 | Calendario 1527 | Calendario 1527 | Calendario 1527 | Calendario 1527 | Calendario 1527 | Calendario 1527 | Calendario 1527 | Calendario 1527 | Calendario 1527 | Calendario 1527 | Calendario 1527 | Calendario 1527 | Calendario 1527 | Calendario 1527 | Calendario 1527 | Calendario 1527 | Calendario 1527 | Calendario 1527 | Calendario 1527 |
| --------------- | --------------- | --------------- | --------------- | --------------- | --------------- | --------------- | --------------- | --------------- | --------------- | --------------- | --------------- | --------------- | --------------- | --------------- | --------------- | --------------- | --------------- | --------------- | --------------- | --------------- | --------------- | --------------- | --------------- | --------------- | --------------- | --------------- | --------------- | --------------- | --------------- | --------------- | --------------- | --------------- |
|                 | 1               | 2               | 3               | 4               | 5               | 6               | 7               | 8               | 9               | 10              | 11              | 12              | 13              | 14              | 15              | 16              | 17              | 18              | 19              | 20              | 21              | 22              | 23              | 24              | 25              | 26              | 27              | 28              | 29              | 30              | 31              |                 |
| Gennaio         | Ma              | Me              | Gi              | Ve              | Sa              | Do              | Lu              | Ma              | Me              | Gi              | Ve              | Sa              | Do              | Lu              | Ma              | Me              | Gi              | Ve              | Sa              | Do              | Lu              | Ma              | Me              | Gi              | Ve              | Sa              | Do              | Lu              | Ma              | Me              | Gi              |                 |
| Febbraio        | Ve              | Sa              | Do              | Lu              | Ma              | Me              | Gi              | Ve              | Sa              | Do              | Lu              | Ma              | Me              | Gi              | Ve              | Sa              | Do              | Lu              | Ma              | Me              | Gi              | Ve              | Sa              | Do              | Lu              | Ma              | Me              | Gi              |                 |                 |                 |                 |
| Marzo           | Ve              | Sa              | Do              | Lu              | Ma              | Me              | Gi              | Ve              | Sa              | Do              | Lu              | Ma              | Me              | Gi              | Ve              | Sa              | Do              | Lu              | Ma              | Me              | Gi              | Ve              | Sa              | Do              | Lu              | Ma              | Me              | Gi              | Ve              | Sa              | Do              |                 |
| Aprile          | Lu              | Ma              | Me              | Gi              | Ve              | Sa              | Do              | Lu              | Ma              | Me              | Gi              | Ve              | Sa              | Do              | Lu              | Ma              | Me              | Gi              | Ve              | Sa              | Do              | Lu              | Ma              | Me              | Gi              | Ve              | Sa              | Do              | Lu              | Ma              |                 |                 |
| Maggio          | Me              | Gi              | Ve              | Sa              | Do              | Lu              | Ma              | Me              | Gi              | Ve              | Sa              | Do              | Lu              | Ma              | Me              | Gi              | Ve              | Sa              | Do              | Lu              | Ma              | Me              | Gi              | Ve              | Sa              | Do              | Lu              | Ma              | Me              | Gi              | Ve              |                 |
| Giugno          | Sa              | Do              | Lu              | Ma              | Me              | Gi              | Ve              | Sa              | Do              | Lu              | Ma              | Me              | Gi              | Ve              | Sa              | Do              | Lu              | Ma              | Me              | Gi              | Ve              | Sa              | Do              | Lu              | Ma              | Me              | Gi              | Ve              | Sa              | Do              |                 |                 |
| Luglio          | Lu              | Ma              | Me              | Gi              | Ve              | Sa              | Do              | Lu              | Ma              | Me              | Gi              | Ve              | Sa              | Do              | Lu              | Ma              | Me              | Gi              | Ve              | Sa              | Do              | Lu              | Ma              | Me              | Gi              | Ve              | Sa              | Do              | Lu              | Ma              | Me              |                 |
| Agosto          | Gi              | Ve              | Sa              | Do              | Lu              | Ma              | Me              | Gi              | Ve              | Sa              | Do              | Lu              | Ma              | Me              | Gi              | Ve              | Sa              | Do              | Lu              | Ma              | Me              | Gi              | Ve              | Sa              | Do              | Lu              | Ma              | Me              | Gi              | Ve              | Sa              |                 |
| Settembre       | Do              | Lu              | Ma              | Me              | Gi              | Ve              | Sa              | Do              | Lu              | Ma              | Me              | Gi              | Ve              | Sa              | Do              | Lu              | Ma              | Me              | Gi              | Ve              | Sa              | Do              | Lu              | Ma              | Me              | Gi              | Ve              | Sa              | Do              | Lu              |                 |                 |
| Ottobre         | Ma              | Me              | Gi              | Ve              | Sa              | Do              | Lu              | Ma              | Me              | Gi              | Ve              | Sa              | Do              | Lu              | Ma              | Me              | Gi              | Ve              | Sa              | Do              | Lu              | Ma              | Me              | Gi              | Ve              | Sa              | Do              | Lu              | Ma              | Me              | Gi              |                 |
| Novembre        | Ve              | Sa              | Do              | Lu              | Ma              | Me              | Gi              | Ve              | Sa              | Do              | Lu              | Ma              | Me              | Gi              | Ve              | Sa              | Do              | Lu              | Ma              | Me              | Gi              | Ve              | Sa              | Do              | Lu              | Ma              | Me              | Gi              | Ve              | Sa              |                 |                 |
| Dicembre        | Do              | Lu              | Ma              | Me              | Gi              | Ve              | Sa              | Do              | Lu              | Ma              | Me              | Gi              | Ve              | Sa              | Do              | Lu              | Ma              | Me              | Gi              | Ve              | Sa              | Do              | Lu              | Ma              | Me              | Gi              | Ve              | Sa              | Do              | Lu              | Ma              |                 |